# Grace Eldering
Grace Eldering  (* 5. September 1900 in Montana, Vereinigte Staaten; † 31. August 1988 in Grand Rapids, Vereinigte Staaten) war eine US-amerikanische Bakteriologin. Sie ist zusammen mit ihrer Fachkollegin Pearl Kendrick und der Chemikerin Loney Gordon für ihre Beteiligung an der Entwicklung eines Impfstoffs gegen Keuchhusten bekannt.

## Leben und Werk

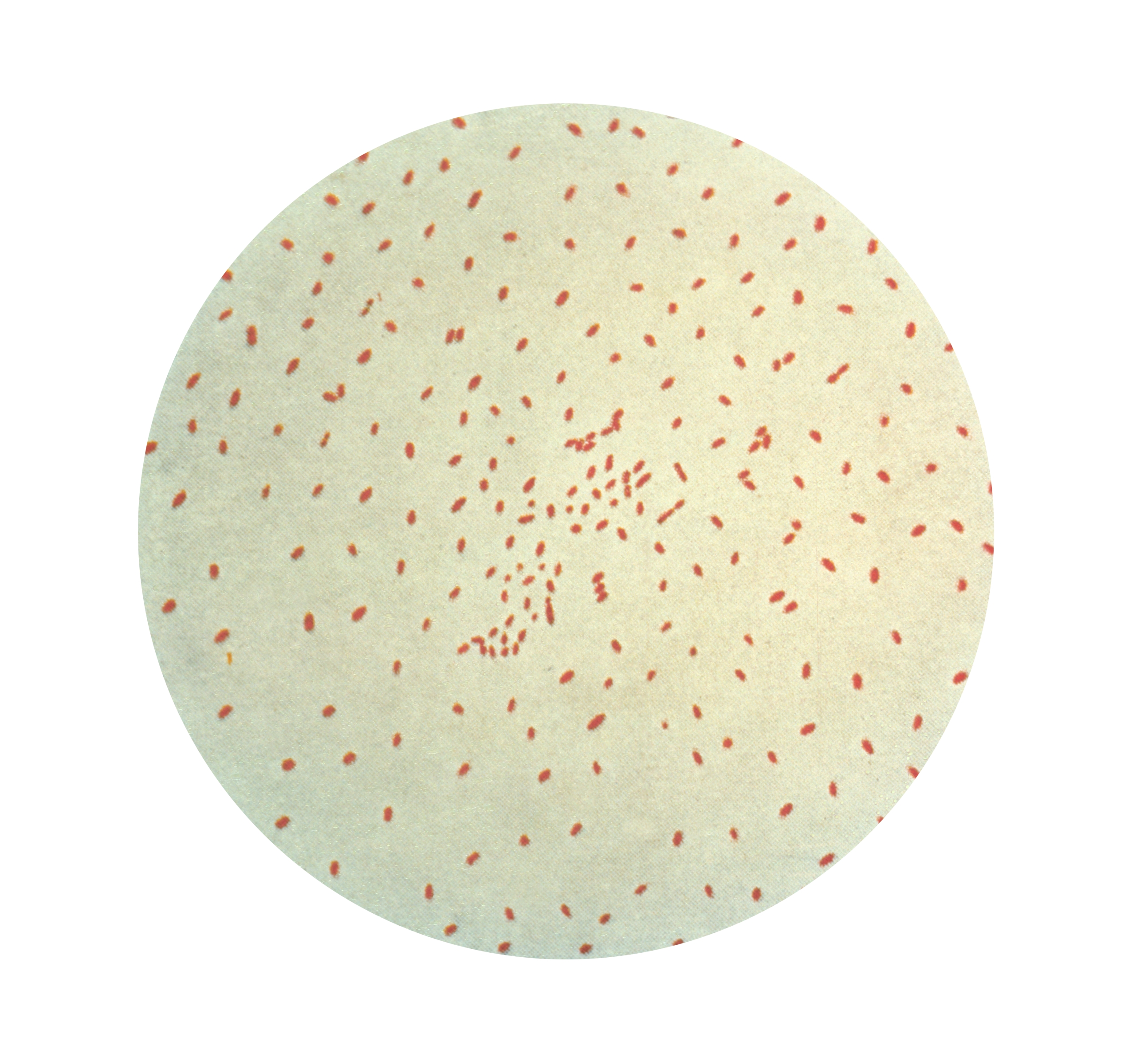
Mikroskopisches Bild von Bordetella pertussis, dem Erreger von Keuchhusten, nach Gramfärbung

Eldering studierte an der University of Montana in Missoula, wo sie 1927 ihren Abschluss in Biologie und Chemie erhielt. Sie unterrichtete nach ihrem Abschluss ein Jahr lang Englisch und Biologie an der Hysham High School. Im Herbst 1928 reiste sie nach Lansing, um am Michigan Bureau of Laboratories unentgeltlich zu arbeiten. Innerhalb von sechs Monaten wurde sie in der Abteilung eingestellt, um routinemäßige bakteriologische Analysen durchzuführen. Sie forschte von 1928 bis 1951 als Bakteriologin im Michigan Department of Public Health. Anschließend war sie bis zu ihrer Pensionierung 1969 Leiterin des Labors in Grand Rapids.
1942 promovierte sie in Naturwissenschaften an der Johns Hopkins University.

## Keuchhusten-Forschungsprojekt und Pertussisimpfstoff

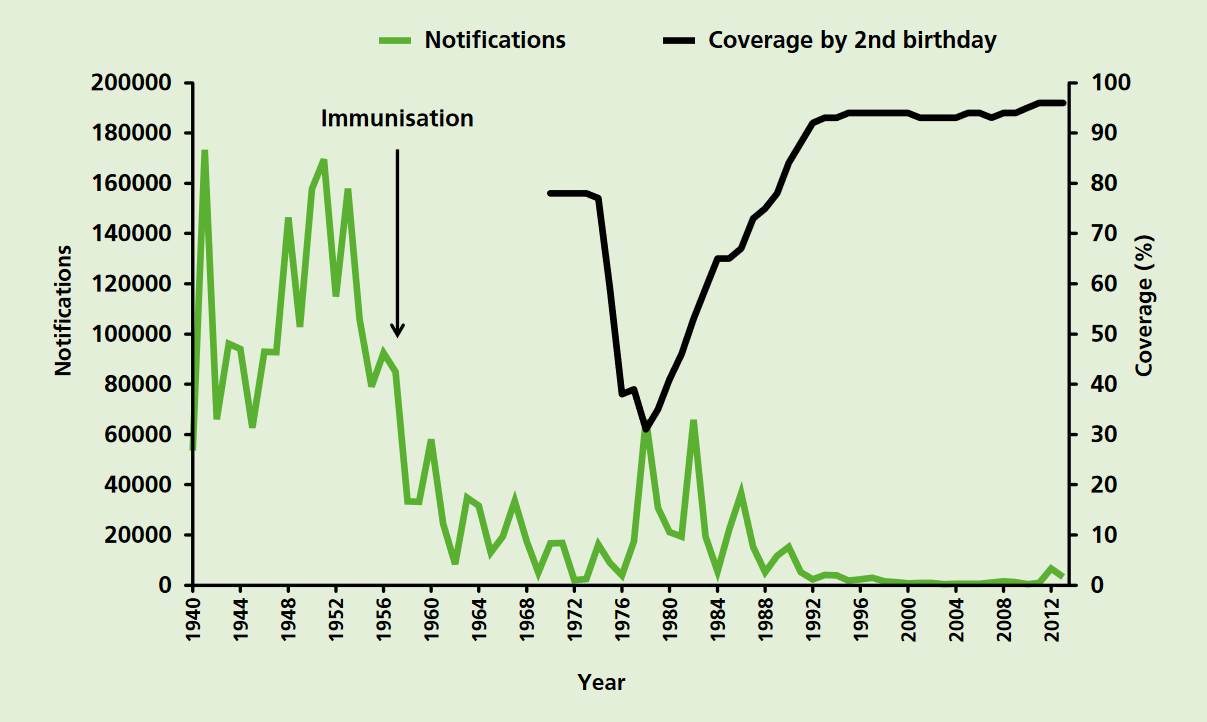
Keuchhusten-Meldungen (England und Wales) und Impfabdeckung (nur England) von Kindern bis zu ihrem zweiten Geburtstag (1940–2013)

1932 wurde Eldering in das von Pearl Kendrick 1926 gegründete Labor nach Grand Rapids versetzt. Als im selben Jahr ein virulenter Stamm von Bordetella parapertussis die Kinder von Grand Rapids infizierte, begannen Kendrick und Eldering mit dem Keuchhusten-Forschungsprojekt. Kendrick und Eldering konnten in dem Labor ihre Forschungen durchführen, nachdem sie alle routinemäßigen Wasser- und Milchanalysen des Labors abgeschlossen hatten.
In den 1930er Jahren forderte Keuchhusten allein in den Vereinigten Staaten jährlich durchschnittlich 6000 Todesopfer. 95 Prozent dieser Todesfälle betrafen zudem Kinder unter fünf Jahren. Obwohl der Erreger dieser Krankheit bereits 1906 identifiziert worden war, gab es noch keinen wirksamen Impfstoff und die damals verfügbaren Behandlungsmöglichkeiten waren wirkungslos.
Kendrick und Eldering entwickelten und verbesserten Methoden, um den Keuchhustenbazillus zu züchten, ihn zu inaktivieren und einen sicheren Impfstoff zu entwickeln. Darüber hinaus waren sie Pioniere auf diesem Gebiet und konzipierten und leiteten die erste groß angelegte kontrollierte klinische Studie für einen Keuchhusten-Impfstoff. Durch den Aufbau von Beziehungen zu lokalen Ärzten und zum Gesundheitsamt von Grand Rapids stellten Kendrick und Eldering eine stetige Versorgung mit Hustenbechern mit Bordetella parapertussis-Proben sicher. Außerdem unterstützte das städtische Gesundheitsamt ihre Forschung, indem es den Krankenschwestern erlaubte, Hustenbecher für die Keuchhustenforschung zu sammeln.
Während der ersten Phase ihrer Forschung modifizierten Kendrick und Eldering das damals standardmäßige Bordet-Gengou-Nährmedium. Das Ergebnis war ein Nährmedium, das ein schnelleres und üppigeres Wachstum von Bordetella parapertussis-Kolonien ermöglichte und daher als Routinediagnoseinstrument verwendet werden konnte. Am 1. November 1932 bot das Labor den örtlichen Ärzten einen Diagnoseservice mit Hustenplatten an. Die Schnellwachstumsplatten unterstützten nicht nur die Ärzte, sondern ermöglichten es Kendrick und Eldering auch festzustellen, dass der Husten eines Kindes während der ersten drei Wochen der Infektion genügend aktive Keuchhustenbazillen enthielt, um Altersgenossen anzustecken, dass die meisten Kinder in der vierten Woche nicht mehr ansteckend waren und dass nach fünf Wochen 90 % der Kinder keine Gefahr mehr für andere darstellten.
Die angemessene Quarantänedauer konnte nun wissenschaftlich bestimmt werden. Vor diesen Studien variierte die Quarantäne bei Keuchhusten je nach Örtlichkeit zwischen 2 und 4 Wochen. Das Gesundheitsamt von Grand Rapids übernahm die Quarantäneempfehlungen von Kendrick und Eldering, die Ärzte verpflichteten, die Krankheit zu melden, das Gesundheitsamt anwiesen, Warnschilder an Häusern anzubringen und eine 35-tägige Isolationsperiode durchzusetzen bzw., bei 2 aufeinanderfolgenden negativen Hustentests, eine Entlassung am 28. Tag nach Symptombeginn.
Kendrick und Eldering führten sorgfältig kontrollierte Tierstudien mit Impfstoffen durch und verwendeten dabei die allgemeinen Methoden von Madsen, Sauer und Hambrecht, um einen Impfstoff zu entwickeln. Ihre ersten Impfstoffe wurden an Mäusen getestet. Und Kendrick und Eldering testeten jede Charge auch an sich selbst. Nachdem diese Impfstoffe für sicher erklärt worden waren, wurden sie an örtliche Ärzte verteilt, die im Gegenzug für das Serum die Laborarbeit von Kendrick und Eldering unterstützten, indem sie die Nachricht über den Impfstoff unter dem medizinischen Personal in der Umgebung verbreiteten und eine breitere Verwendung von diagnostischen Hustenplatten förderten.
In einem Rückblick auf ihre Feldstudien stellte Eldering 1958 fest, dass durch die Akzeptanz der Anforderungen an Test- und Kontrollgruppen in den Feldstudien durch die Eltern und ihre Kinder der Erfolg der Studien gegeben war.
Nach ersten Ergebnissen führten Kendrick und Eldering von 1934 bis 1937 einen groß angelegten Versuch mit über 5800 Kindern durch. Die Ergebnisse zeigten, dass die Kinder, die den aktiven Impfstoff erhielten, eine starke Immunität aufwiesen. 1940 begann der Staat Michigan mit der Produktion und Verteilung des Impfstoffs. Ab 1943 wurde ihr Impfstoff in den gesamten Vereinigten Staaten routinemäßig eingesetzt, und Anfang der 1960er Jahre war die Keuchhustenrate auf weniger als fünf Prozent der Rate von 1934 gesunken. 1942 kombinierten Eldering und Kendrick drei Impfstoffe zu einer einzigen Injektion, dem Diphtherie-, Keuchhusten- und Tetanus-Impfstoff (DPT).
Beide Frauen waren in zahlreichen Berufsverbänden aktiv, darunter der American Public Health Association und dem American Board of Bacteriologists. Beide waren jeweils eine Amtszeit lang Präsidentinnen der Michigan-Zweigstelle der American Society for Microbiology.
Eldering ging 1969 in den Ruhestand und lebte weiterhin in Grand Rapids, wo sie sich bis zu ihrem Tod im Jahr 1988 ehrenamtlich für Blinde und körperlich Behinderte engagierte.

## Ehrungen
1966 erhielt sie die Auszeichnung der Michigan Public Health Association und wurde 1983 in die Michigan Women’s Hall of Fame aufgenommen.
2019 wurde im Forschungszentrum der Michigan State University in Grand Rapids die von Jay Hall Carpenter geschaffene Skulptur Adulation: The Future of Science aufgestellt. Sie zeigt die Forscherinnen Pearl Kendrick und Grace Eldering sowie die wissenschaftliche Mitarbeiterin Loney Clinton Gordon.